# Каракол (Усть-Канский район)
Каракол (алт. Кара-Коол) — село в Усть-Канском районе Республики Алтай России. Входит в состав Чёрноануйского сельского поселения.

## География
Расположено в горно-степной зоне западной части Республики Алтай и находится возле нескольких водотоков: руч. Пихтовый, р. Усть-Куча, Каракол и Чемлак.
Уличная сеть состоит из трёх географических объектов: ул. Новая, ул. Партизанская и ул. Центральная.
Абсолютная высота 895 метров выше уровня моря
.

## Пещера Разбойничья
Возле села есть пещера Разбойничья, где 1975 году Н. Д. Оводов обнаружил останки  предположительно домашней «палеолитической» собаки (en:Paleolithic dog).

## Население
| 2009 | 2010 | 2011 | 2012 | 2013 | 2014 |
| ---- | ---- | ---- | ---- | ---- | ---- |
| 140  | ↗151 | →151 | →151 | ↘148 | ↘146 |
| 2015 | 2016 |      |      |      |      |
| ↘145 | ↗151 |      |      |      |      |

Национальный состав
Согласно результатам переписи 2002 года, в национальной структуре населения алтайцы составляли 57 %, русские 36 % от общей численности населения в 157 жителей

## Инфраструктура
Личное подсобное хозяйство. Животноводство.

## Транспорт
Конечный пункт автодороги регионального значения «Черный Ануй — Каракол» (идентификационный номер 84К-1243) протяженностью 16,8 км. (Постановление Правительства Республики Алтай от 12.04.2018 N 107 «Об утверждении Перечня автомобильных дорог общего пользования регионального значения Республики Алтай и признании утратившими силу некоторых постановлений Правительства Республики Алтай»).
Просёлочные дороги.